# Стефашин, Александр Кириллович
Алекса́ндр Кири́ллович Стефа́шин (1861 — ?) — сельский староста, депутат Государственной думы I созыва от Орловской губернии.

## Биография
Из крестьян деревни Васильевка-Шеншино Старополевской волости Орловского уезда Орловской губернии. Прошёл курс начального сельского училища. Был сельским старостой в течение 6 лет, являлся кандидатом в волостные старшины.
28 марта 1906 избран в Государственную думу I созыва от общего состава выборщиков Орловского губернского избирательного собрания. Входил в Трудовую группу. Выступил в прениях по аграрному вопросу.
Дальнейшая судьба и дата смерти неизвестны.